# Madaf
Madaf est une localité du Cameroun située dans le département du Logone-et-Chari et la Région de l'Extrême-Nord, au sud du lac Tchad, à la frontière avec le Tchad. Elle fait partie de la commune de Logone-Birni et du canton de El Birké. On distingue parfois Madaf I, II et III.

## Population
Lors du recensement de 2005, 106 personnes ont été dénombrées à Madaf I, 255 à Madaf II et 148 à Madaf III.